# Station Witkowo
Station Witkowo is een spoorwegstation in de Poolse plaats Witkowo.